# Kobuleti
Kobuleti (gruzínsky ქობულეთი) je gruzínské město nacházející se v jihozápadní části Gruzie na severozápadě autonomní republiky Adžarsko na pobřeží Černého moře.
Kobuleti se nachází na mořském pobřeží v průměrné výšce 5 metrů nad mořem. Od Batumi je vzdálen 32 km a od Tbilisi 329 km (po železnici). Ve městě stejně jako v celém regionu vládne subtropické vlhké podnebí. Obvyklá je teplá zima a horké léto. Průměrná celoroční teplota je 13,4 °C, v lednu 4,8 °C a v červenci 22,4 °C. Celoroční srážky jsou 2510 mm.
V historii bylo město až do 19. století ve vlastnictví šlechtického rodu Tavdgiridze a spadalo administrativně pod knížectví Gurie, později Osmanské říše. Během turecké nadvlády se město jmenovalo Çürüksu. Po ovládnutí Gruzie bolševiky a nastolení sovětského systému se Kobuleti stalo vyhledávaným turistickým letoviskem jak pro Gruzínce, tak pro občany dalších sovětských republik. Statut města získalo Kobuleti roku 1944 a stalo se administrativním centrem kobuletského okresu. Kobuleti je spojeno železnicí na úseku Samtredia–Batumi.

## Externí odkazy

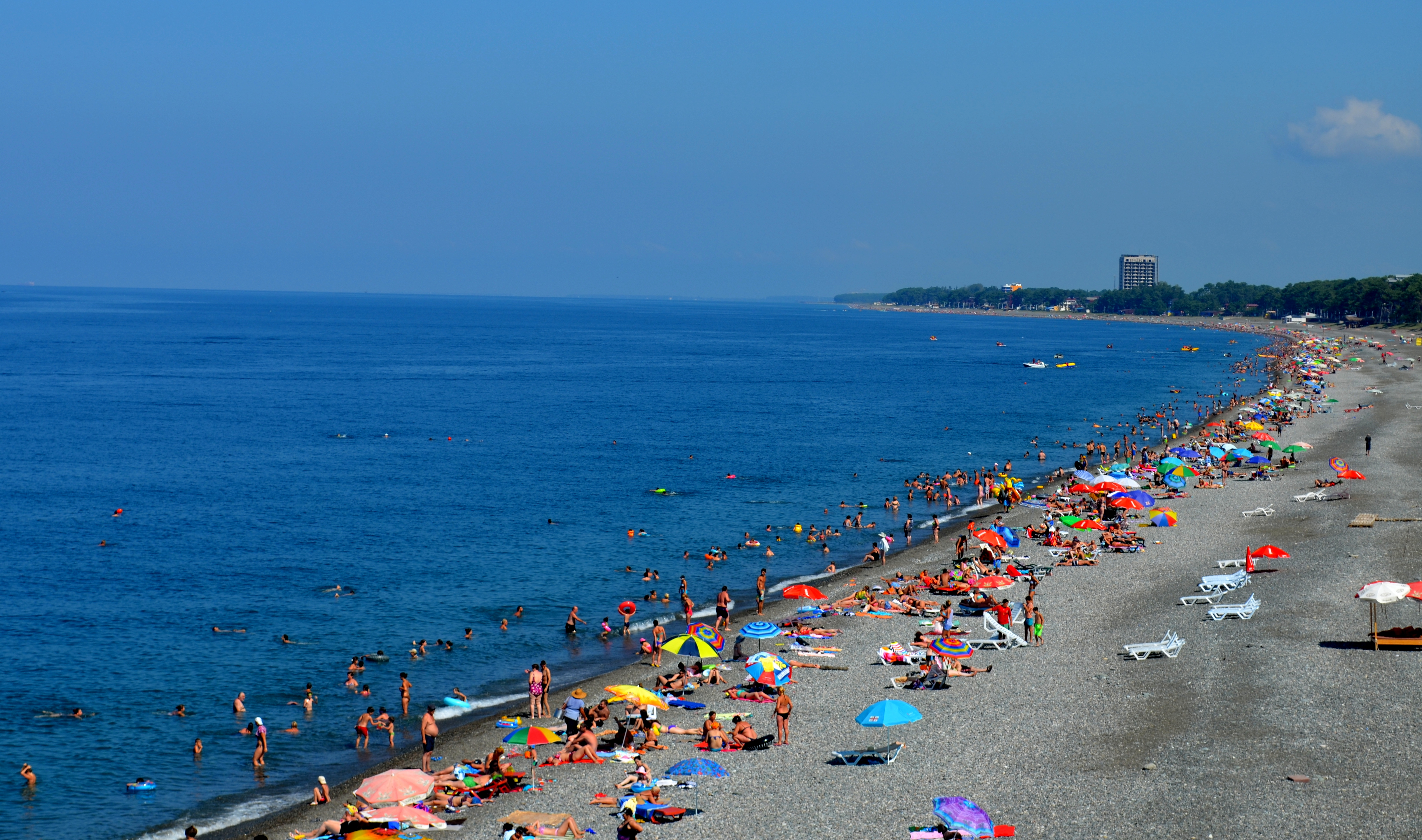
Pláž v Kobuleti